# جیانکارلو الساندرلی
جیانکارلو الساندرلی (انگلیسی: Giancarlo Alessandrelli؛ زادهٔ ۴ مارس ۱۹۵۲) بازیکن فوتبال اهل ایتالیا است.
از باشگاه‌هایی که در آن بازی کرده‌است می‌توان به باشگاه فوتبال فیورنتینا، باشگاه فوتبال یوونتوس، باشگاه فوتبال رجانا، باشگاه فوتبال آتالانتا، باشگاه فوتبال اتلتیکو آرتزو، و باشگاه فوتبال ترنانا اشاره کرد.